# Les Métairies

Les Métairies este o comună în departamentul Charente, Franța. În 1 ianuarie 2022 avea o populație de 714 de locuitori.